# Ruvu Shooting FC
Der Ruvu Shooting FC ist ein tansanischer Fußballklub mit Sitz in Daressalam. Er wurde 1989 gegründet und spielt in der höchsten Spielklasse des Landes, der Premier League. Seine Heimspiele trägt er im Uhuru Stadium aus. Hauptsächlich werden blaue Trikots mit einem gelben Rand getragen.